# Milky Way

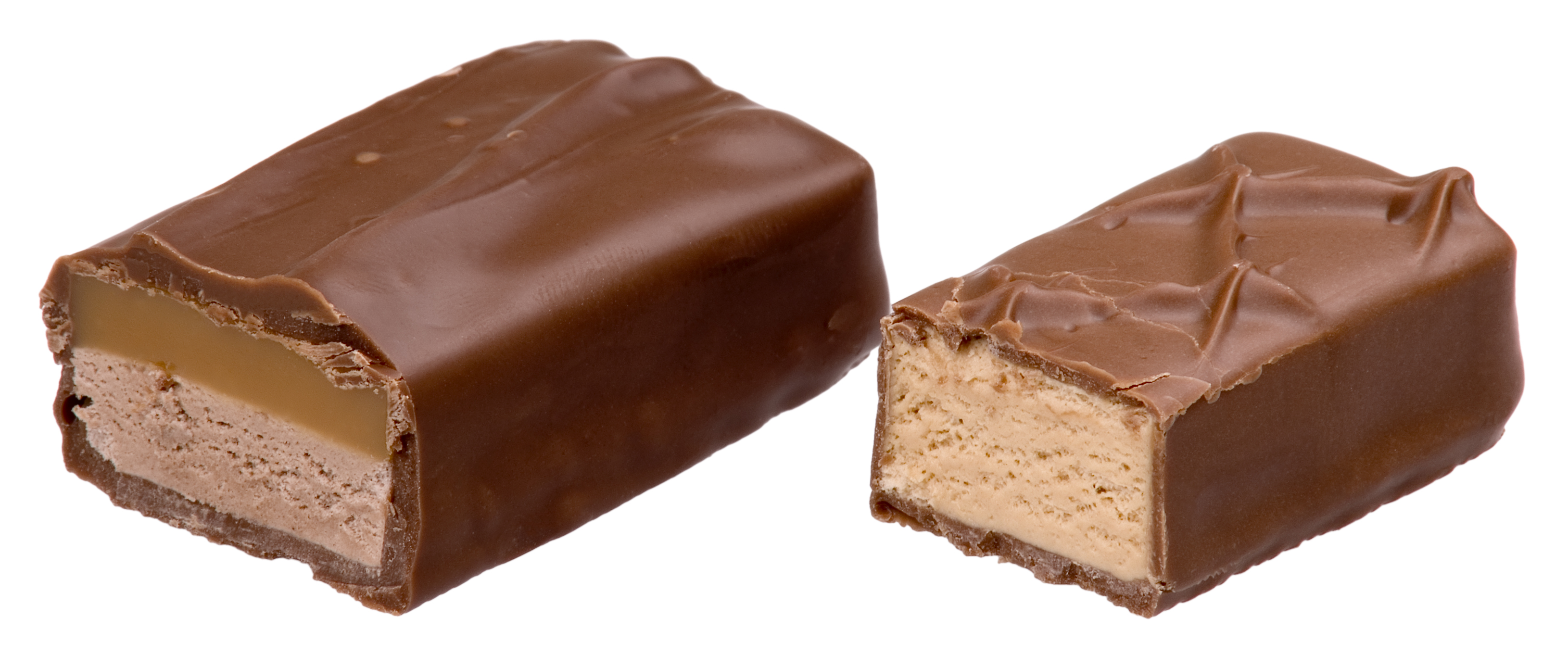
De Amerikaanse (links) en de Europese (rechts) variant van de Milky Way.

Een Milky Way is een gevulde chocoladereep van het bedrijf Mars Incorporated. Milky way is Engels voor melkweg.
De Europese Milky Way bestaat uit mout-noga met een chocoladelaag.
In de Verenigde Staten is Milky Way geproduceerd volgens hetzelfde recept als de Mars-reep in Europa. De Milky Way werd in 1923 door Franklin C. Mars uitgevonden en was de eerste gevulde snoepreep. In 1932 gaf Franklin C. Mars zijn zoon Forrest Mars 50.000 dollar en het recept van de Milky Way-reep waarmee hij naar Engeland vertrok om daar in Slough zijn eigen snoeprepenbedrijf te beginnen. Hij bracht de Milky Way uit onder de naam Mars Bar en die is tot op heden als zodanig verkrijgbaar in Europa. De Europese variant van de Milky Way (dus zonder karamel) is in de VS bekend als 3 Musketeers.
Er bestaat ook Milky Way-ijs en Milky Way-chocopasta.